# أحبك بيث كوبر (فلم)
أحبك بيث كوبر (بالإنجليزية: I Love You, Beth Cooper) فيلم سينمائي أمريكي كندي من إنتاج سنة 2009 ومن إخراج كريس كولومبوس. قصة الفيلم مقتبسة من رواية للمؤلف لاري دويل تحمل نفس الاسم وهو كاتب سابق لحلقات المسلسل التلفزيوني عائلة سيمبسون. الفيلم من بطولة هايدن بانتير، بول راست، وجاك كاربنتر.

## القصة
في حفل التخرج يتحدث دينيس كوفرمان نيابة عن الطلاب المتخرجين ويعلن في كلمته عن حبه لزميلته بيث كوبر مما يثير غضب عشيقها كيفين الذي يحاول الاعتداء عليه بالضرب بعد انتهاء الحفل ولكن مديرة المدرسة تفصل بينهما. يدعو دينيس بيث إلى بيته لحضور حفلة التخرج فتحضر برفقة زميلتيها كاميرون وتيريسا ولكن كيفين برفقة تابعيه شون وداستين يحضران إلى بيت دينيس من أجل ضربه ولكنه يهرب برفقة صديقه ريتشارد والبنات الثلاث من مكان إلى آخر حتى يتم التخلص من كيفين وتابعيه في الصالة الرياضية للمدرسة ويذهب الرفقاء الخمسة إلى كوخ خشبي ملك أم تيريسا وهناك تتعمق علاقة بيث ودينيس حيث يتبادلان الإعجاب والقبل ثم تعيده برفقة صديقه ريتشارد إلى منزله في فجر اليوم التالي بعد يوم كامل من الأحداث الطريفة والمزعجة ويتعاهد بيث ودينيس على الخروج معا في موعد جديد وأن يتزوجان بعضهما بعد مرور 10 سنوات إذا ظلا أعزبين.

## فريق العمل
- هايدن بانتير في دور بيث كوبر
- بول راست في دور دينيس كوفرمان
- جاك كاربنتر في دور ريتشارد مونتش
- لورين لندن في دور كاميرون ألكوت
- لورين ستورم في دور تيريسا كيلمر
- شون روبرتس في دور كيفين
- بريندان بيني في دور شون
- جاريد كيسو في دور داستين كليباكي
- ماري أفغيروبولوس في دور فالي وولي
- جوش إميرسون في دور غريغ سالوغا
- ألان راك في دور السيد كوفرمان
- سينثيا ستيفنسون في دور السيدة كوفرمان
- بات فين في دور المدرب روب
- أندريا سافيج في دور الطبيب غليسون
- سام ليفين في دور أمين الصندوق

## الإنتاج
في بداية سنة 2008 أعلن المنتجون بأنه تقرر تحويل رواية أحبك بيث كوبر إلى فيلم سينمائي على أن تقوم بالبطولة هي هايدن بانتير  بطل مسلسل هيروز. بدأ التصوير في نفس السنة وتم عرض الفيلم في دور السينما في 10 يوليو 2009. تولى كريس كولومبوس الإخراج بينما تولى دويل السيناريو والحوار.
تم تصوير الفيلم في مدرسة سينتينيال الثانوية، ماغي الثانوية، ومنطقة سانت باتريك الثانوية واللاتي تقعن في مدينة فانكوفر الكندية.
تم إطلاق الموقع الرسمي للفيلم على الانترنت في 14 فبراير 2009 وهو يصادف عيد الحب.
كان من المفروض أن تقوم شركة فوكس أتوميك التابعة لشركة تونتيث سينتشوري فوكس بتوزيع الفيلم ولكن في النهاية قررت الشركة الأم أن تقوم بهذا الأمر.

## الإصدار

### التعليقات
تعرض الفيلم للعديد من الانتقادات السلبية حيث منحه موقع روتين توماتوز 14% من قبل 104 مشارك في الاستفتاء  بينما أطلق الناقد السينمائي بين ليونز لقب (أسوأ فيلم في سنة 2009 حتى الآن) حيث أنه أظهر صورة نمطية لطلاب المدارس الثانوية وتمجيد شرب الخمر والقيادة المتهورة.
وذكرت مجلة سينماتيكال بأن الحوار كان ضعيفا جدا وكان مجرد نقل حرفي من الرواية. كان يتوجب تخفيض تصنيف الفيلم من فيلم مشاهدته لمن هم أقل من 17 سنة مع إشراف عائلي إلى عدم مشاهدته لمن يقلون عن 13 سنة. كذلك ذكرت المجلة بأن عندما عرضت بيث تقديم قبلة لأمين الصندوق من أجل شراء الخمر تم حذف مشهد القبلة من دون أي داع كما أن الممثلة هايدن بانتيير لا تصلح لأدوار الفتاة الشقية التي تكسر القوانين.
بينما انتقدت مجلة رولينغ ستون المخرج كولومبوس الذي نشر النكات بطريقة سمجة في الفيلم وجعل الممثلين كما لو كانوا رجال آليين. وأضافت المجلة بأن كولومبوس بلغ منتهى السخف عندما جعل دينيس يضع قطن في فتحتي أنفه من أجل استدرار الضحك.

### شباك التذكار
في الأسبوع الافتتاحي حقق الفيلم 4,919,433 دولار من خلال عرضه فيلم 1858 دار عرض مما جعله يحتل المركز السابع في ذلك الأسبوع. وعند سحبه من دور العرض الأمريكية بلغ مجموع المبلغ 14,793,904 دولار  وعندما عرض عالميا أصبح مجموع المبلغ 50,509,336 دولار.

## الموسيقى التصويرية
| #   | عنوان                                                                     | المغني                                        | المدة |
| --- | ------------------------------------------------------------------------- | --------------------------------------------- | ----- |
| 1.  | "إنساني (بالإنجليزية: Forget Me)"                                         | فايولت كولومبس (بالإنجليزية: Violet Columbus) | 2:50  |
| 2.  | "حاول مرة أخرى (بالإنجليزية: Try It Again)"                               | The Hives                                     | 3:30  |
| 3.  | "تعال مع الظل (بالإنجليزية: Come Out of the Shade)"                       | The Perishers                                 | 3:58  |
| 4.  | "الهيمنة (بالإنجليزية: Sway)"                                             | The Kooks                                     | 3:35  |
| 5.  | "القبلة الأخيرة (بالإنجليزية: Last Kiss)"                                 | Christophe Beck                               | 2:44  |
| 6.  | "امسكني لو استطعت (بالإنجليزية: Catch Me If You Can)"                     | Gym Class Heroes                              | 5:08  |
| 7.  | "كثير جداً,صغير جداً,سريع جداً (بالإنجليزية: Too Much, Too Young, Too Fast)" | Airbourne                                     | 3:43  |
| 8.  | "فكرة جيدة في الوقت (بالإنجليزية: A Good Idea at the Time)"               | OK Go                                         | 3:12  |
| 9.  | "جناح بيث كوبر (بالإنجليزية: Beth Cooper Suite)"                          | Christophe Beck مدة 9 =4:41                   |       |
| 10. | "بيث (بالإنجليزية: Beth)"                                                 | Kiss                                          | 2:46  |
| 11. | "المبحرة (بالإنجليزية: Cruisin')"                                         | Smokey Robinson                               | 5:54  |
| 12. | "من كان يعرف؟ (بالإنجليزية: Who Knew?)"                                   | Christophe Beck                               | 1:07  |
| 13. | "أشعر وكأنها المرة الأولى (بالإنجليزية: Feels Like the First Time)"       | Foreigner                                     | 3:51  |
| 14. | "خارج المدرسة (بالإنجليزية: School's Out)"                                | Alice Cooper                                  | 3:30  |
| 15. | "إنساني (بالإنجليزية: Forget Me)"                                         | Eleni Mandell                                 | 3:13  |

## وصلات خارجية
- مقالات تستعمل روابط فنية بلا صلة مع ويكي بيانات